# Йоганн Георг Христіан Леманн
Йоганн Георг Христіан Леманн (нім. Johann Georg Christian Lehmann, 25 лютого 1792 — 12 лютого 1860) — німецький ботанік, доктор медицини, професор медицини та природничих наук, директор ботанічного саду в Гамбурзі та бібліотекар.

## Біографія
Йоганн Георг Христіан Леманн народився у Газелау (земля Шлезвіг-Гольштейн) 25 лютого 1792 року. 
Леманн вивчав медицину у Геттінгені та Копенгагені. У 1813 році він отримав ступінь доктора медичних наук, а через рік - ступінь доктора філософії у Єнському університеті імені Фрідріха Шиллера.
У 1817 році Йоганн Георг Христіан Леманн опублікував Monographia generis Primularum - працю, яка принесла йому популярність. У 1818 році він опублікував Plantae e familiae Asperifoliarum nuciferae descripsit Joannes Georgius Christianus Lehmann, у 1820 — Monographia generis Potentillarum, а у 1821 — Icones et descriptiones novarum et minus cognitarum stirpium. 
Наукові досягнення Леманна не залишилися без визнання. Він був членом 26 наукових товариств, у тому числі іноземним членом-кореспондентом Петербурзької Академії наук (1822). 
Леманн зробив значний внесок у ботаніку, описавши багато видів рослин.
Йоганн Георг Христіан Леманн помер у Гамбурзі 12 лютого 1860 року.

## Наукова діяльність
Йоганн Георг Христіан Леманн спеціалізувався на папоротеподібних, мохоподібних, водоростях та на насіннєвих рослинах. 

## Наукові праці
- Johann Georg Christian Lehmann. Monographia generis Primularum (Лейпциг., 1817, з 9 табл.).
- Johann Georg Christian Lehmann. Generis nicotianiarum historia quam munus professoris in Gymnasio Hamburgensi academico in gressurus studiosis offert Joannes Georgius Christianus Lehmann. 1818[5].
- Johann Georg Christian Lehmann. Plantae e familiae Asperifoliarum nuciferae descripsit Joannes Georgius Christianus Lehmann. (Берлін, 1818)[5].
- Johann Georg Christian Lehmann. Monographia generis Potentillarum.  (Гамбург, 1820, з 20 табл.)[5].
- Johann Georg Christian Lehmann. Icones et descriptiones novarum et minus cognitarum stirpium (Гамбург, 1821, з 50 табл.)[5].
- Johann Georg Christian Lehmann. Novarum et minus cognitarum stirpium pugillus I-X (Гамбург, 1828—1857).
- Johann Georg Christian Lehmann; Karl Friedrich Hipp. Carolo Friderico Hippio diem mensis Augusti 27. ... gratulatur J. G. Chr. Lehmann ... offerens florum fasciculum nuper repertorum. Stirpium ab J. G. C. Lehmann primum descriptarum pugillus secundus.  1830[5].
- Johann Georg Christian Lehmann. Memoriam viri amplissimi Guilhelmi Amsinckii Iuris utriusque licentiati Magnifici nuper consulis Civitatis Hamburgensis civibus ex publica auctoritate commendat Ioannes Georg. Christ[ian] Lehmann ... 1833[5].
- Johann Georg Christian Lehmann; Ludwig Preiss. Plantae Preissianae sive enumeratio plantarum : quas in Australasia Occidentali et meridionali-occidentali annis 1838-1841 collegit Ludovicus Preiss, partim ab aliis partim a se ipso determinas descriptas illustratas edidit Christianus Lehmann. 1844—1847[5].
- Johann Georg Christian Lehmann. Delectus Seminum quae in Horto Hamburgensium Botanico e Collectioni Anni 1830–1840 (Гамбург, 1849—1852).
- Johann Georg Christian Lehmann. Index Seminum in Horto Botanico Hamburgensi A. 1851 Collectorum (Гамбург, 1851—1855).
- Johann Georg Christian Lehmann. Revisio Potentillarum iconibus illustrata (Бонн, 1856, з 64 табл.).